# Amastus gilvus
Amastus gilvus là một loài bướm đêm thuộc phân họ Arctiinae, họ Erebidae.